# Bahnstrecke Winchendon–Peterborough
| Gesellschaft: | zuletzt Guilford     |                                   |                                   |
| Streckenlänge: | 24,17 km             |                                   |                                   |
| Spurweite: | 1435 mm (Normalspur) |                                   |                                   |
| |                      |                                   |                                   |
| Gleise: | 1                    |                                   |                                   |
| \| \| \| \| \| \| \| \| von Barber \| \| \| \| \| von South Ashburnham \| \| \| \| \| von Palmer \| \| \| \| 0,00 \| Winchendon MA \| Winchendon MA \| \| \| \| nach Bellows Falls \| \| \| \| 5,99 \| Rand NH \| Rand NH \| \| \| 7,79 \| Thomas NH \| Thomas NH \| \| \| 9,43 \| West Ringe NH (früher Rindge) \| West Ringe NH (früher Rindge) \| \| \| 11,94 \| Woodmere NH \| Woodmere NH \| \| \| 15,08 \| Jaffrey NH (früher East Jaffrey) \| Jaffrey NH (früher East Jaffrey) \| \| \| 17,77 \| Pierces Crossing NH \| Pierces Crossing NH \| \| \| 19,42 \| Hadley NH (früher Cheshire Mills) \| Hadley NH (früher Cheshire Mills) \| \| \| 21,53 \| Drury NH \| Drury NH \| \| \| 23,34 \| Noone NH \| Noone NH \| \| \| \| \| \| \| \| 24,17 \| Peterborough NH \| Peterborough NH \| \| \| \| nach Contoocook \| \| |                      |                                   |                                   |
| |                      |                                   |                                   |
| Strecke (außer Betrieb) |                      | von Barber                        | von Barber                        |
| Abzweig geradeaus und von rechts (Strecke außer Betrieb) |                      | von South Ashburnham              | von South Ashburnham              |
| Abzweig geradeaus und von links (Strecke außer Betrieb) |                      | von Palmer                        | von Palmer                        |
| Bahnhof (Strecke außer Betrieb) | 0,00                 | Winchendon MA                     | Winchendon MA                     |
| Abzweig geradeaus und nach links (Strecke außer Betrieb) |                      | nach Bellows Falls                | nach Bellows Falls                |
| Haltepunkt / Haltestelle (Strecke außer Betrieb) | 5,99                 | Rand NH                           | Rand NH                           |
| Haltepunkt / Haltestelle (Strecke außer Betrieb) | 7,79                 | Thomas NH                         | Thomas NH                         |
| Bahnhof (Strecke außer Betrieb) | 9,43                 | West Ringe NH (früher Rindge)     | West Ringe NH (früher Rindge)     |
| Haltepunkt / Haltestelle (Strecke außer Betrieb) | 11,94                | Woodmere NH                       | Woodmere NH                       |
| Bahnhof (Strecke außer Betrieb) | 15,08                | Jaffrey NH (früher East Jaffrey)  | Jaffrey NH (früher East Jaffrey)  |
| Haltepunkt / Haltestelle (Strecke außer Betrieb) | 17,77                | Pierces Crossing NH               | Pierces Crossing NH               |
| Haltepunkt / Haltestelle (Strecke außer Betrieb) | 19,42                | Hadley NH (früher Cheshire Mills) | Hadley NH (früher Cheshire Mills) |
| Haltepunkt / Haltestelle (Strecke außer Betrieb) | 21,53                | Drury NH                          | Drury NH                          |
| Haltepunkt / Haltestelle (Strecke außer Betrieb) | 23,34                | Noone NH                          | Noone NH                          |
| Brücke über Wasserlauf (Strecke außer Betrieb) |                      |                                   |                                   |
| Bahnhof (Strecke außer Betrieb) | 24,17                | Peterborough NH                   | Peterborough NH                   |
| Strecke (außer Betrieb) |                      | nach Contoocook                   | nach Contoocook                   |

Die Bahnstrecke Winchendon–Peterborough ist eine ehemalige Eisenbahnverbindung in Massachusetts und New Hampshire (Vereinigte Staaten). Sie ist rund 24 Kilometer lang und verbindet die Städte Winchendon, Jaffrey und Peterborough. Die Strecke ist stillgelegt und abgebaut. 

## Geschichte
Das Gebiet um Jaffrey wurde bereits im 19. Jahrhundert touristisch genutzt. Viele Bostoner verbrachten hier ihren Sommerurlaub. 1848 wurde die Monadnock Railroad gegründet, die eine Eisenbahnstrecke von Winchendon nach Jaffrey und Peterborough bauen wollte. Kurz zuvor war Winchendon an die Eisenbahn in Richtung Boston angeschlossen worden. Aus finanziellen Gründen begannen die Bauarbeiten jedoch erst Ende der 1860er Jahre. Im Dezember 1870 ging der Abschnitt Winchendon–Jaffrey in Betrieb, im Juni 1871 war die gesamte Strecke fertiggestellt. 1874 pachtete die Boston, Barre and Gardner Railroad (BB&G) die Strecke, nachdem sie Winchendon von Süden her erreicht hatte. Nachdem die BB&G die nördliche Fortsetzung der Strecke nicht pachten konnte, löste sie den Vertrag mit der Monadnock, die nun durch die Cheshire Railroad gepachtet wurde. Beide Gesellschaften wurden 1890 durch die Fitchburg Railroad übernommen, die nun den Betrieb führte und der mittlerweile auch die BB&G gehörte. 1900 kaufte die Boston and Maine Railroad ihrerseits die Fitchburg auf und übernahm damit auch die Bahnstrecke Winchendon–Peterborough. 
1927 wurden einige Personenzüge auf der Strecke durch Busse ersetzt, um Kosten einzusparen. 1941 endete der durchgehende Güterverkehr über Peterborough hinaus. Dennoch konnte sich der Personenverkehr zwischen Winchendon und Peterborough noch bis 1953 halten. Zwischen Jaffrey und Peterborough endete 1972 auch der Güterverkehr, der Abschnitt wurde gleichzeitig stillgelegt. Etwa anderthalb Kilometer, ausgehend von Jaffrey, blieben als Rangiergleis erhalten. 1983 übernahm die Guilford Transportation die Boston&Maine und legte die gesamte Strecke im Folgejahr still. 1999 erwarb der Bundesstaat New Hampshire die Trasse für eine halbe Million US-Dollar.

## Streckenbeschreibung
Die Strecke zweigt nördlich von Winchendon aus der Bahnstrecke South Ashburnham–Bellows Falls ab und führt in nördlicher Richtung über die Grenze nach New Hampshire. Die Trasse verläuft entlang des U.S. Highway 202. Vorbei am Pool Pond und am Mountain-Brook-Stausee erreicht die Bahnstrecke nach 15 Kilometern Jaffrey. Hier biegt die Trasse in Richtung Nordosten ab und ist auf dem folgenden Abschnitt teilweise durch den verbreiterten Highway 202 überbaut. In Peterborough geht sie in die Bahnstrecke Contoocook–Peterborough über, die jedoch bereits 1942 stillgelegt worden ist.

## Personenverkehr
Der Fahrplan vom 28. September 1913 sah vier Personenzugpaare an Werktagen sowie zwei an Sonntagen vor. Die Züge hatten in Winchendon Anschluss von Fitchburg und Worcester und in Peterborough in Richtung Hillsborough. Die Reisezeit betrug zwischen 31 und 43 Minuten.
Nach dem Fahrplan vom 15. Januar 1934 hatte sich auf der ehemaligen Monadnock Railroad die Fahrtendichte im Vergleich zu 1913 nicht verändert. Die Reisezeit hatte sich jedoch mit 37 bis 52 Minuten leicht erhöht. Eines der werktäglichen Zugpaare verkehrte Winchendon–Concord, die übrigen Züge fuhren von und nach Worcester, hatten jedoch in Peterborough keinen Anschluss in Richtung Norden.